# Bianca (astronomia)

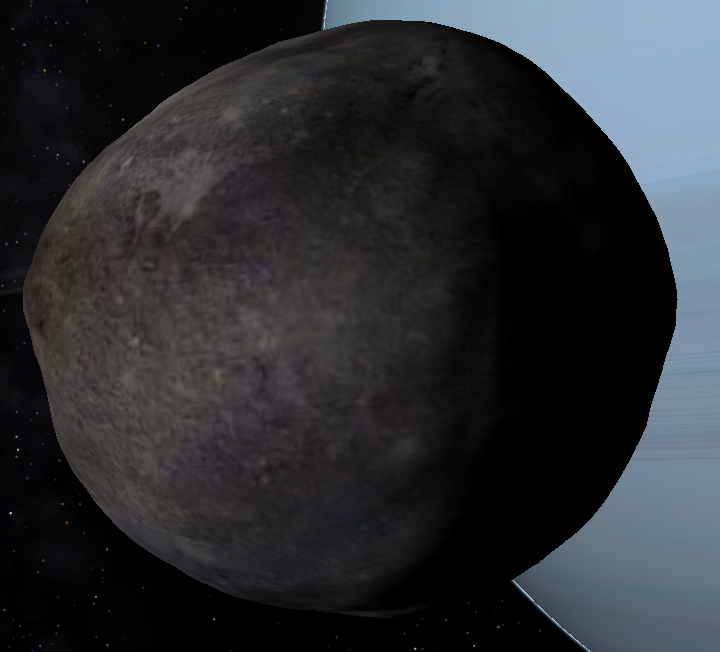
Rappresentazione artistica del satellite

Bianca è un satellite di Urano. È stato scoperto dalle immagini riprese dalla sonda spaziale Voyager 2 il 23 gennaio 1986 ricevendo la designazione provvisoria S/1986 U 9.
Prende il suo nome dalla sorella di Caterina, nella commedia La bisbetica domata di William Shakespeare. Inizialmente era stato chiamato Peaseblossom, dal nome di una fata del Sogno di una notte di mezza estate di Shakespeare, ma a causa di un conflitto di nomenclatura tra USA e URSS il nome venne successivamente mutato dalla IAU in quello attuale di Bianca.

È anche designato come Urano VIII.
Bianca appartiene al gruppo di satelliti Porzia, che include oltre alla stessa Porzia anche Cressida, Desdemona, Giulietta, Rosalinda, Cupido, Belinda e Perdita. Tutti questi satelliti hanno orbite e proprietà fotometriche simili.
Dalle immagini del Voyager 2, Bianca appare come uno sferoide prolato, con l'asse maggiore puntato nella direzione di Urano e un rapporto tra gli assi di 0,7 ± 0,2. Il colore della superficie è grigio.
A parte la sua orbita, il raggio orbitale di 27 km, le dimensioni e l'albedo, praticamente nient'altro è conosciuto di questa luna.